# بترو طنوس
بترو طنوس (29 يونيو 1911 - 24 يونيو 1972) هو ممثل مصري، من أصل يوناني من مواليد 29 يونيو 1911. احترف العمل في السينما المصرية في ثلاثينيات القرن العشرين وذلك بالعمل في مكتب ريجيسير ومورد إكسسوارات للأفلام السينمائية، ثم بدأ في الظهور السينمائي كممثل بأدوار ثانوية منذ 1939 وعلى مدار 17 عاماً حتى 1955. كانت البداية في فيلم (بحبح في بغداد) عام 1942، ثم توالت أدواره الثانوية وكانت غالباً دور الرجل الخواجة والبارمان واليهودي المرابي. توفي في 24 يونيو 1972 وكانت حصيلة أعماله السينمائية 23 فيلماً.

## قائمة أعماله
بائعة التفاح (1939)، رباب (1942)، بحبح في بغداد (1942)، العريس الخامس (1942)، العامل (1943)، وحيدة (1944)، الصبر طيب (1945)، البني آدم (1945)، البؤساء (1943)، لعبة الست (1946)، مجد ودموع (1946)، صاحبة العمارة (1948)، قبلني يا أبي (1947)، عيني بترف (1950)، منديل الحلو (1949)، وهيبة ملكة الغجر (1951)، بلدي وخفة (1950)، عاصفة في الربيع (1951)، فرجت (1951)، حضرة المحترم (1952)، ضحيت غرامي (1951)، عزيزة (1954)، وكان آخر أفلامه «في صحتك» عام (1955) مع حورية حسن ومحمد قنديل.

## وصلات خارجية
- بترو طنوس على موقع IMDb (الإنجليزية)
- بترو طنوس على موقع قاعدة بيانات الأفلام العربية